# Ann Bancroft
Ann Bancroft (Mendota Heights, 29 settembre 1955) è un'esploratrice, scrittrice e insegnante statunitense.
È la prima donna che è riuscita a completare con successo una serie di difficili spedizioni nell'Artide e nell'Antartide. È stata inserita nella National Women's Hall of Fame nel 1995.

## Biografia
Ann Bancroft è nata a Mendota Heights, ma è cresciuta nella vicina cittadina di Saint Paul, entrambe nel Minnesota.
Ha descritto la sua famiglia come amante del rischio.
I genitori erano impegnati in attività sociali a favore delle minoranze emarginate.
Il padre Richard (Dick) era agente delle assicurazioni e fotografo,

la madre Debora (Debby) era casalinga. Ann era la seconda di cinque figli,
ha lottato con una difficoltà di apprendimento (dislessia),
ma è comunque riuscita a diplomarsi alla St. Paul Academy and Summit School nel 1974.
Nel 1967 la sua famiglia, per aiutare la Chiesa Presbiteriana, si trasferì in Kenya due anni. Ann proseguì la scuola (il quinto e sesto grado) in quel Paese.
La Bancroft è stata campeggiatrice e membro del personale della Young Men's Christian Association a Camp Widjiwagan, a nord-est di Ely (Minnesota).
Ottenne il Bachelor degree in Physical Education alla University of Oregon nel 1981.
Divenne poi istruttrice di corsi di sopravvivenza e insegnante di ginnastica a Minneapolis alla Clara Barton Open School e a Saint Paul.
Ann, fin da piccola amante delle avventure nella natura, nel 1983 scalò con un amico, il Monte McKinley, la più alta vetta dell'America settentrionale.
Lasciò il suo posto di insegnante nel 1986 per partecipare alla spedizione al Polo Nord di Will Steger.
La spedizione che Steger voleva realizzare era più ambiziosa delle precedenti. Altri esploratori del polo avevano avuto il supporto di mezzi aerei che paracadutavano i viveri e il necessario man mano che la spedizione avanzava verso la meta. Steger voleva invece essere completamente autonomo e portare sulle slitte tutto il necessario senza avere bisogno di aiuti esterni lungo il tragitto. Inoltre la presenza, per la prima volta, di una donna avrebbe dato all'avventura una risonanza pubblicitaria maggiore.
L'8 marzo 1986 la spedizione di otto persone (oltre che da Steger e dalla Bancroft la spedizione era composta da Paul Schurke, Brent Boddy, Geoff Carrol e Richrad Weber), 49 cani e quattro slitte iniziò l'impresa.
Due esploratori, Bob McKerrow e Bob Mantel, dovettero abbandonare a causa di problemi di congelamento e furono riportati indietro da un aeroplano, insieme a parte dei cani da slitta che non servivano più.
Raggiunsero il Polo Nord in sei, il 1º maggio dopo 56 giorni, percorrendo 1 000 mi (1 600 km).
Nel 1992 attraversò con gli sci tutta la Groenlandia, da est a ovest, guidando una squadra tutta femminile.
Nel 1993 la Bancroft guidò una spedizione di quattro donne al Polo Sud con gli sci; è stata la prima spedizione tutta femminile a raggiungere il Polo Sud.
Oltre alla Bancroft componevano la spedizione Sue Giller, Anne Dal Vera e Sunniva Sorby.
Nel 2001 Ann e l'esploratrice norvegese Liv Arnesen furono le prime donne ad attraversare tutto l'Antartide. La spedizione in 94 giorni coprì una distanza di 1 717 mi (2 763 km).
Nel marzo 2007 la Bancroft e la Arnesen stavano prendendo parte ad un viaggio attraverso l'Oceano Artico per richiamare l'attenzione sul problema del riscaldamento globale. Tuttavia, secondo il Washington Post la spedizione è stata annullata "dopo che la Arnesen ha subito congelamenti a tre delle sue dita dei piedi e le temperature estremamente fredde hanno scaricato le batterie in alcune delle loro apparecchiature elettroniche".
I suoi risultati hanno portato al suo inserimento nella National Women's Hall of Fame per gli Stati Uniti.
La Bancroft ha ricevuto anche una serie di altri premi e riconoscimenti. Tra gli altri: "Woman of the Year" nel 1987 dalla rivista Ms., una delle "Women of the Year" nel 2001 dalla rivista Glamour.
È una lesbica dichiarata
e nel 2006, ha partecipato a una campagna contro una proposta di emendamento alla Costituzione del Minnesota che vietava qualsiasi riconoscimento legale dei matrimoni o unioni civili tra membri dello stesso sesso.
Attualmente (2012) è co-proprietaria, con Liv Arnesen, di una società di esplorazione, la Bancroft Arnesen Explore
e vive a Scandia, una piccola città del Minnesota.